# Франко-Аварські війни
Франко-Аварські війни — низка конфліктів між Аварським каганатом та державою Франків у Центральній Європі з 788 по 803 рік, що завершилися завоюванням франками західних територій каганату. Перші конфлікти між аварами і франками відбулися ще в 560-х роках, з початком аварської окупації Паннонського басейну, який заселяли слов'янські племена, й що був на кордоні з франкськими державними утвореннями. Збройні конфлікти між двома сусідніми державами виникали періодично протягом наступних століть.
Завоювання Лангобардського королівства у 774 році та підкорення Баварського герцогства у 788 році франкським імператором Карлом Великим (правив у 768–814 р.) викликали занепокоєння у аварів. Після Лангобардсько-гепідської війни авари вважали лангобардів підконтрольним їм племенем. Вони вторглися в Італію та Баварію, але були змушені відступити. Влітку 791 року, після невдалих мирних переговорів, Карл Великий вторгся до Паннонії вздовж річки Дунай із заходу, тоді як його син, король Італії Піпін (правив у 780–810 р.), атакував з південного сходу. Піпін пограбував аварську фортецю і захопив багато здобичі перед поверненням до Італії. Війська Карла знищили дві аварські фортеці на річці Енс, але коняча епідемія вбила близько 90% його коней, що змусило його відмовитися від подальших бойових дій. Протягом наступних двох років він був в основному зайнятий відновленням своїх військ.
Скориставшись аварською громадянською війною та повстанням слов'ян проти аварів, герцог Ерік Фріульський (правив у  789–799 р.) направив до Аварського каганату військовий похід під командуванням слов’янського князя Войнимира у 795 або 796 р. Войномир захопив резиденцію кагана і захопив значну частину аварської скарбниці. У 796 році король Піпін почав нове вторгнення в Паннонію і змусив кагана без опору підкоритися франкам. Авари, які відмовилися жити під франкською окупацією, відійшли на землі на схід від річки Тиса.

Розширення франків 481-814 рр.

## Передумови
Франкська держава виникла з конфедерації германських племен, що мешкали вздовж нижньої течії річки Рейн протягом пізнього римського періоду. Після падіння Західної Римської імперії франкський король Хлодвіг I (481–511) завоював римську провінцію в північній Галлії та забрав південну Галлію у вестготів. Він прийняв християнство, що сприяло об'єднанню завойовників і корінних галло-римлян. Розширення Франкського королівства тривало під час правління його нащадків, відомих як Меровінги. Франки окупували Бургундію, Прованс і Альпійський регіон, підпорядкували собі сусідні племена — тюрінгів, алеманів і баварців. Королі Меровінгів мали безпосередній контроль над землями між річками Луарою та Рейном, але периферією Франції керували фактично автономні правителі, серед яких були самостійні князі Баварії Агілольфінги. Франкська держава зазвичай була поділена між синами короля, що призвело до розвитку трьох франкських держав — Австразії, Нейстрії та Бургундії. Часті конфлікти між королями Меровінгів сприяли розвитку могутньої аристократії.

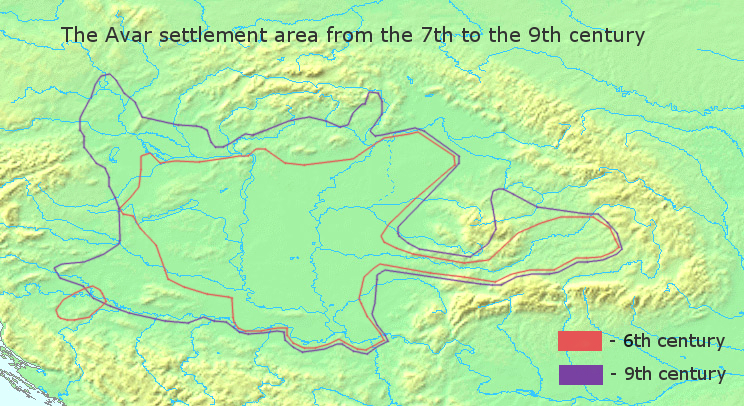
Мапа розселення аварів в Паннонії 6-9 ст.

З іншого боку, під час експансії Тюркського каганату, авари з’явилися в Північному Причорномор'ї на початку 558 р. Відомо, що цього року їхня делегація прибула до Константинополя та запропонувала військову підтримку імператору Східної Римської імперії Юстиніану I (правління  527–565) за річну плату та виділену територію, де вони могли б оселитися. Юстиніан прийняв пропозицію, і авари — як повідомляється, 20 000 воїнів — продовжили похід на захід і підкорили гунські, антські та інші слов’янські племена в Понтійських (Причорноморських) степах. Далі вони посунули окупувати Карпатський регіон та Центральну Європу. Перше зіткнення між аварами та франками відбулося під час вторгнення аварів до Тюрингії близько 562 р. Коли Нейстрійський король Сіґеберт I (правління  561–575) розбив аварів на річці Ельбі. Авари почали нове вторгнення до Франкії бл. 566 року. Цього разу вони перемогли Сіґеберта, але відійшли в обмін на викуп та поставки продовольства. 
567 року аварський каган Баян I прийняв пропозицію лангобардів про союз проти Королівства Гепідів, і дві орди вторглися у володіння гепідів в Паннонії та регіоні Карпатського басейну. В результаті гепіди були знищені, а авари окупували їхні землі. На початку наступного року лангобарди залишили західний регіон басейну Дунаю і перейшли до Північної Італії, а авари заволоділи всіма рівнинами вздовж Середнього Дунаю та його приток. 
Внаслідок цього, Аварський каганат став багатонаціональною державою, в якій жили гепіди, болгари, анти, склавени та інші слов'яни під владою аварів. Частина місцевого слов'янського населення Панонії, Карпат та Середнього Дунаю брала участь в регулярних набігах аварів на Східну Римські імперію, під час яких захопили важливі візантійські прикордонні фортеці у 580-х роках. Вони змусили візантійців платити щорічну данину — спочатку 900 фунтів золота, яка швидко  зросла до понад 1600 фунтів. Авари екслатували слов'ян як на Балканському півострові, так і в Центральній Європі. Близько 596 року баварська армія напала на слов'ян на річці Драва, але втрутився хан Баян і розбив баварців. Незабаром він вторгся в Тюрінгію і змусив франків платити данину за свій вихід. Збереглись історичні перекази, що близько 610 року, королева Брунґільда , яка керувала Бургундією від імені свого неповнолітнього онука Теодоріка II, хотіла укласти союз з аварами проти старшого брата Теодеріка короля Теудеберта II, що правив у 595–612 р.
626 року авари та їхні союзники-слов’яни разом із Сасанідською імперією обложили Константинополь, але не змогли захопити місто. Ця поразка спричинила гострі внутрішні конфлікти в каганаті. Венеди та анти підняли повстання проти аварських окупантів. Моравський князь Само (пом. бл. 658) підтримав цю боротьбу, за яку слов'яни обрали його королем. Само зміцнив свою позицію завдяки політичним шлюбам і розбив франкську експедиційну армію в 631 або 632 р. 

Приблизно в той самий час криза спадкоємства на троні аварів закінчилася втечею 9000 булгарських воїнів та їхніх сімей до Баварії, де багато з них були підступно вбиті на накази франкського короля Дагоберта I. Держава Само розпалося після його смерті, і археологічні дані вказують на подальшу експансію аварів на захід уздовж Дунаю в другій половині VII століття. 
Пізньоаварський період, який почався близько 680 р., ознаменувався фундаментальними змінами в каганаті. Ізольовані поховання та інші ознаки кочівництва зникають, тоді як великі кладовища, які використовуються поколіннями слов'ян, вказують на осілий спосіб життя аварського суспільства. 
Близько 700 р. річка Енс стала кордоном Аварського каганату з Баварією. Конфлікти між аварами і баварцями не були чимось рідким. Коли єпископ Еммерам хотів піти проповідувати до Аварського каганату, герцог Теодо ІІ Баварський відмовив його через збройний конфлікт, що був тоді на кордоні. Коли авари напали на слов'ян Каринтії у 741 або 742 рр., карантанський князь Борут змушений був звернутися за допомогою до баварців. А князь Баварії Одило (правління 737–748) здійснив похід до Каринтанії та розгромив аварів. Він забезпечив підкореність карантанців шляхом захоплення заручників і насаджував християнізацію слов'ян Каринтії. Хоча слов'яни язичники-карантанці щонайменше тричі повставали проти агресії Баварії, авари не скористалися ситуацією і утрималися від вторгнення в Баварію. 
Тим часом, у Франкській державі влада королів Меровінгів швидко ослабла в 7 столітті. Аристократичний клан, пізніше відий як Каролінги, захопив владу спочатку як мажордоми (керівники королівського уряду). 751 року представник Каролінгів Піпін Короткий (правління 751–768) скинув останнього правителя Меровінгів Хільдеріка III і сам прийняв титул короля.

## Перший похід франків
Після завоювання королівства Лангобардів франками, вони стали єдиним західним сусідом аварів, але традиція аварсько-лангобардського союзу продовжувала зберегатись. Айо, лідер невдалого лангобардського повстання проти влади Карла І, втік до каганату в 776 році. До 780-х років Баварія залишалася останнім автономним князівством у Фракії, і Карл І вирішив її окупувати. Він хотів змусити князя Тассило III скласти присягу на вірність імператору у Вормсі в 781 році. Наступного літа аварські війська збиралися на Енсі, але вони не перетнули річку. Натомість аварська делегація вирушила до Ліппспрінге, щоб розпочати мирні переговори з Карлом І, але він лише «вислухав і відкинув» аварів. Коли князь Тассило ІІІ не підкорився заклику Карла І відвідати збори у Вормсі в 787 році, Карл Великий вторгся в Баварію та окупував її. Через рік на зборах в Інгельгаймі баварці, які були лояльні до Карла І, звинуватили Тассило та його лангобардську дружину Лютпергу у змові з аварами. Їх визнали винними, а Тассило був вбитий франками. 

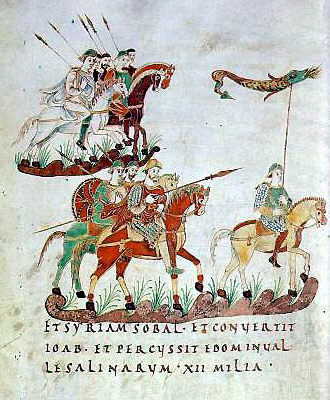
Військо Карла І

Історик Ейнхард (пом. 840) писав що, окрім «війни проти саксів, найбільшою з усіх війн, які вів Карл І, була війна проти аварів». Повне завоювання Баварії франками стурбувало аварів. Вони атакували Північну Італію та Баварію, але обидві армії зазнали поразки. У відповідь два полководці Граман і Отахар повели франкські війська через Енс і розбили аварів на рівнинах уздовж річки Іббс. Авари розпочали новий наступ на Баварію, але знову зазнали поразки, і багато аварів, які тікали з поля битви, потонули в Дунаї. Каган відправив послів до Вормса, щоб почати переговори про кордони. Проте франки відмовились від перемовин й продовжили готувати вторгнення.
Карл І прибув до Регенсбурга, щоб підготуватися до вторгнення в Аварський каганат на початку літа 791 р. Готуючись до кампанії, війська з Австразії та Нейстрії зібралися в Регенсбурзі разом із саксами, фризами, рипуарськими франками, тюрінгійцями, аламанами, баварцями та іншими підкореними Карлом народами. Він наказав своєму старшому синові Піпіну очолити свою скара (дружину) проти каганату. Ця ударна група досягла аварської території (ймовірно межиріччя Драви і Сави) у серпні. Вони розгромили аварів, пограбували аварську фортецю і захопили багато здобичі та 150 полонених перед поверненням до Італії. Тим часом, Карл І розділив головну армію на дві частини. Він призначив одного зі своїх родичів, графа Теодеріка, і камергера Магінфреда верховними командувачами контингентів рипуарських франків, фризів, саксів і тюрінгійців, а решту франкських військ разом з баварцями й аламанами утримував під своїм контролем. Також був побудований флот для Дунаю. Його похід розпочався лише після закінчення сезону збору врожаю. Дві армії йшли вздовж обох берегів Дунаю. Історик Ч. Боулус припускає, що знищення аварських укріплень на кордоні було основною стратегічною метою Карла І, тому що - поки вони існували, франки не могли здійснювати набіги на аварську територію.
Перед вторгненням в Паннонію обидві армії франків на початку вересня розбили табір у Лорху поблизу кордону. Священнослужителі, які супроводжували армію, наказали постити, щоб завоювати божественну прихильність. З 5 вересня протягом трьох днів було заборонено споживання м'яса і обмежена кількість вина, доступного солдатам. Духовенство співало псалми та читало єктенії, а кожен священик мав служити месу. Армія вирушила на Паннонію через один-два тижні, мабуть, коли звістка про перемогу Піпіна дійшла до табору в Лорху. Дізнавшись про вторгнення франків, авари покинули свої фортеці біля впадіння річки Камп у Дунай і в Кумеоберзі (поблизу сучасних Кремс-на-Дунаї та Тулна-на-Дунау) без спротиву. Фортеця Камп була захоплена і зруйнована Магінфредом. У Кумеоберзі тринадцятирічний молодший син Карла Луї вперше взяв участь у битві, але незабаром він повернувся до Франції. Франки продовжували своє вторгнення до річки Раба. Тут у таборі Карла І спалахнула чума, яка вбила близько 90% їхніх коней. Карл припинив похід у середині жовтня. Його армія повернулася до Баварії через Саварію (нині Сомбатхей в Угорщині), а Теодерік і Магінфред повели свої війська через Моравія. 

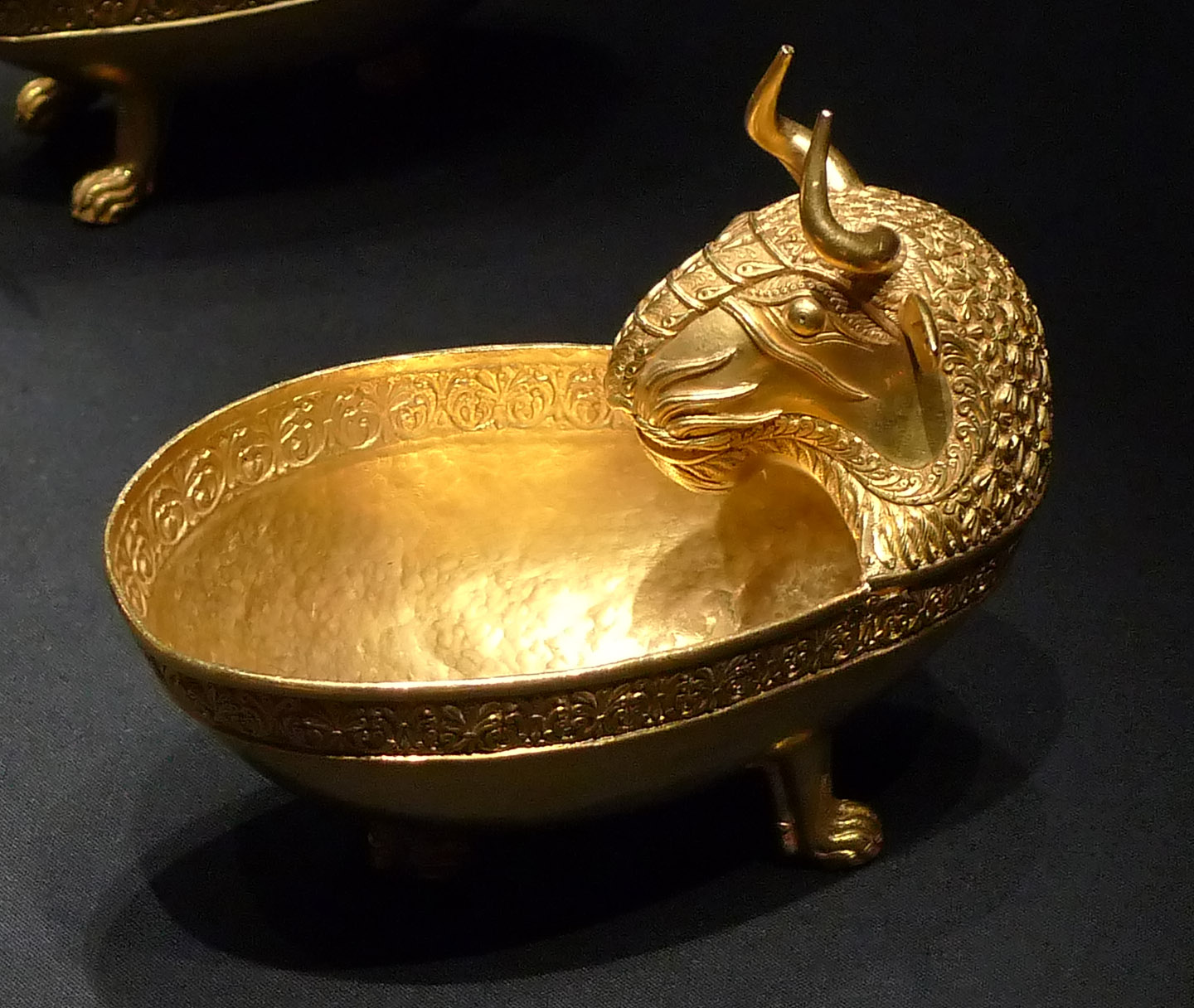
Золота чаша з аварського скарбу

## Другий похід франків
Після завершення кампанії Карл повернувся до Регенсбурга. Він залишався в Баварії в 792 році і більшу частину 793 року, хоча зіткнувся з серйозними проблемами в інших частинах своєї імперії, включаючи нове повстання в Саксонії та повстання його старшого сина від першої дружини Піпіна Горбатого (пом. 811). Супротивники Карла помітили його заклопотаність аварськими справами. Сакси послали посланців до аварів, щоб укласти союз, і маври Аль-Андалусу (мусульманської Іспанії), очікували, що авари зв'яжуть військові сили Карла в Центральній Європі. Протягом 792-793 років Карл був зайнятий відновленням забезбечення війська кіньми та наказав побудувати переносні мости, щоб полегшити переправу через річки. 

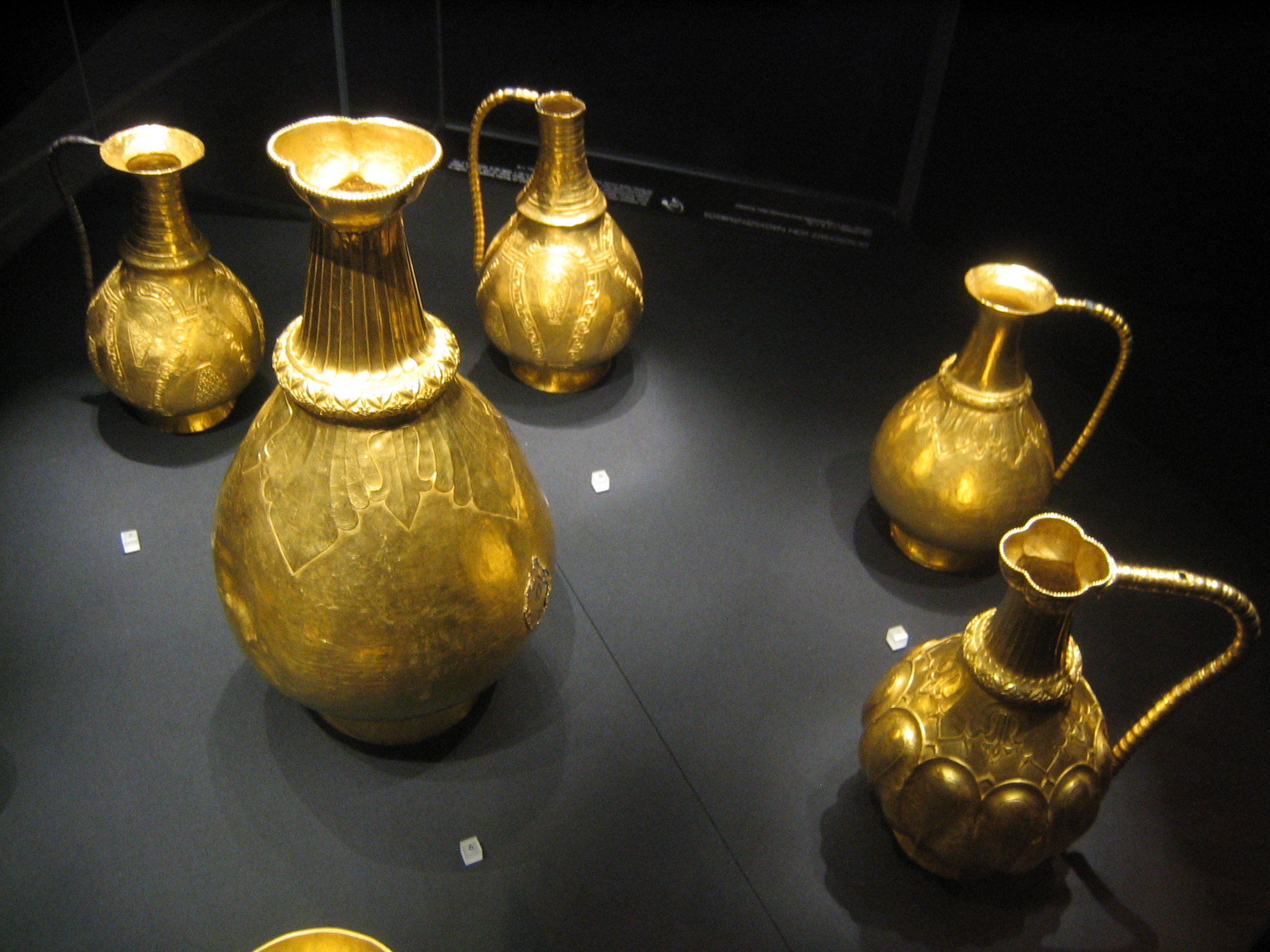
Золоті глеки з аварського скарбу

793 року Карл послав скараїв здійснити набіг на аварську територію. Він покинув Регенсбург для нового вторгнення на Паннонія, але сакси повстали і перемогли графа Теодеріка. Дізнавшись про перемогу саксів, Карл відклав військовий похід. 
Проте Карл не хотів відмовлятися від захоплення Аварського каганату та його великих скарбів. Протягом двох років він залишався в Баварії, щоб організувати відновлення військових дій і досягти своїх цілей, оскільки це дозволило б йому повністю захопити контроль над Альпами, і розширити зону свого впливу, таким чином взявши під контроль комерційну торгівлю з Центральною та Східною Європою. 
Він вирішив побудувати канал, що з’єднає Рейн-Майн-Дунай. Судноплавний канал міг би полегшити рух військ і припасів до Паннонії, але до кінця року він відмовився від цього амбітного проекту. Того ж року армія, яку Карл зібрав у Фризії проти аварів, була знищена саксонськими повстанцями під Рюстрінгеном у Нижньому Везері. Граф Теодоріх помер. Тож повстання в Саксонії відклало експедицію проти аварів.
Тим часом в Аварському каганаті спалахнуло повстання, ймовірно, не незалежно від постійного тиску франків. Близько 794 р., під час конфлікту каган і інший аварський вождь, іугурро, були вбиті. Третій аварський лідер, тудун, відправив послів до табору Карла біля Ельби і запропонував своє підпорядкування франкському монарху, висловивши намір прийняти християнство (795 р.). Наступного року цей каган також був убитий своїми суперниками.
Скориставшись внутрішніми конфліктами в каганаті, князь Ерік Фріульський відправив війська для раптового нападу на аварів у 795 або 796 рр. Замість того, щоб особисто керувати небезпечною операцією, він призначив командувати нею слов'янського князя Войнимира. Князь Войнимир повів свої війська аж до резиденції кагана, відомої як «кільце» і розташованої, ймовірно, на рівнині між Дунаєм і Тисою, на лівому березі Дунаю в Панонії. Припускається що резиденція кагана було наметове палацове поселення, розташованим по колу, з шатрами або дерев’яними спорудами. Аварське кільце було столицею каганату - кругле земляне укріплення, вкрите частоколом, в якому аварські кочівники зберігали награбоване від своїх походів і данину, яку платила їм Візантія та підлеглі слов'янські племена. Войномир захопив кільце і звяв частину скарбниці канага як здобич. Після повернення Войниміра до Фріулі князь Ерік відправив здобич Карлу, який передав частину скарбниці Папі Римському.

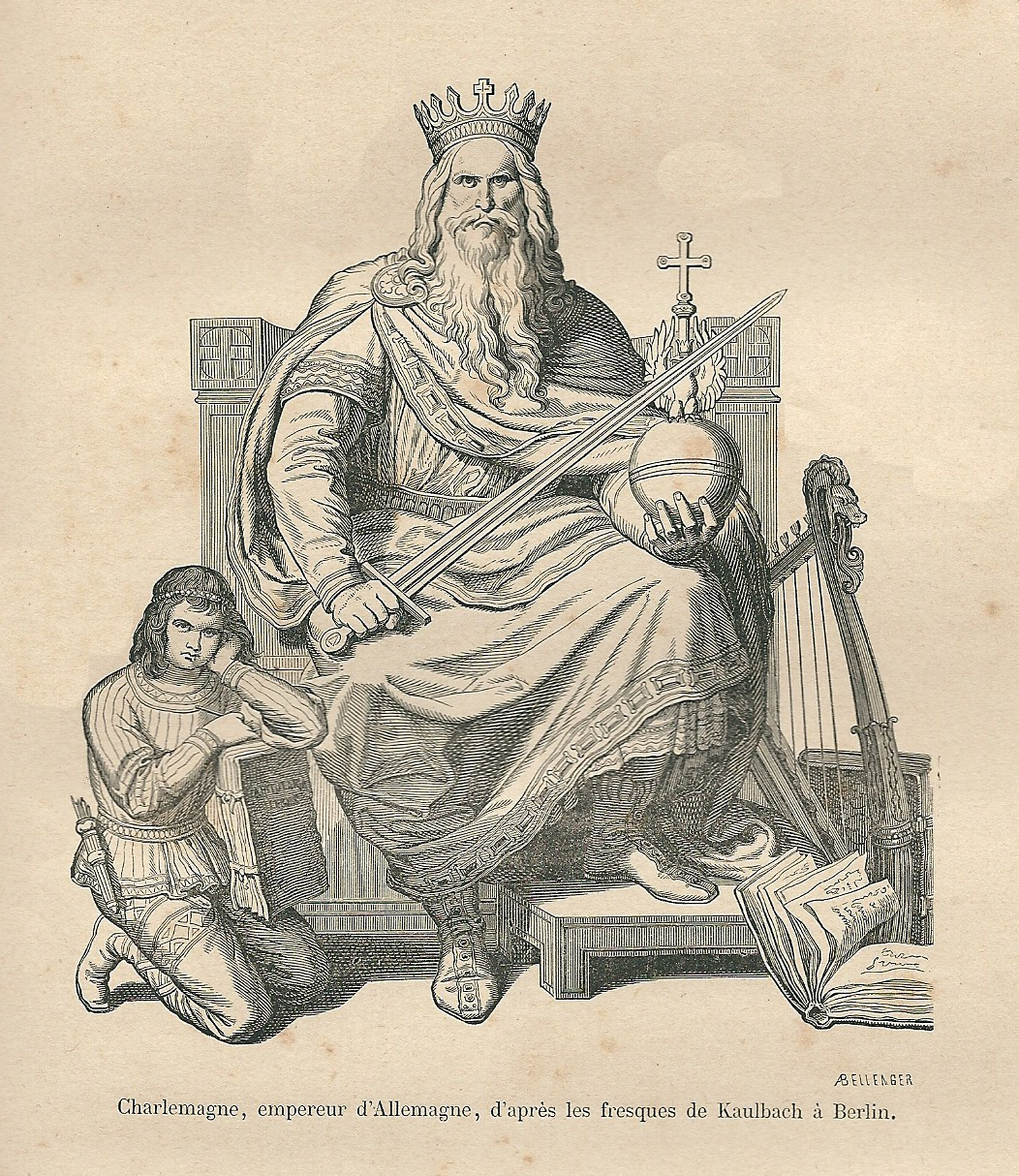
Карл І

Побачивши результати походу Піпін Італійський та Ерік Фріульський зібрали війська для нового, значно більшого, вторгнення в Аварський каганат у 796 р. Карл І також послав баварське та алеманське підкріплення до походу свого сина. Італійська, баварська та алеманська армії об'єдналися в Нижній Паннонії. Вони не зустріли опору, поки йшли до Дунаю. Новий каган, який прийняв владу після громадянської війни, підійшов до армії Піпіна на Дунаї в супроводі дружини та аварських сановників, включаючи катуна і тарханів. У тогочасному панергірику De Pippini regis Victoria Avarica («Перемога короля Піпіна над аварами») стверджується, що авар на ім’я Унгімер переконав кагана підкоритися франкам без опору. Але це не перешкодило повторному пограбуванню франками Аварського кільця, які забрали собі всю скарбницю.
Авари, які відмовилися від підкорення франками, відійшли на землі на схід від Тиси. Піпін перетнув Дунай і захопив багато здобичі, повністю знищивши столицю аварів. Після грабунків Піпін провів синод на Дунаї, щоб домовитися про християнізацію аварів. Під керівництвом Патріарха Пауліна II Аквілейського, зібрані священнослужителі вирішили, що християни, які до цього жили під владою аварів, повинні бути заново хрещені ними, якщо їх не охрестили католицькі священнослужителі.
Після пограбування і знищення Аварського кільця, аварський тудун присягнув як підданий франків в Екс-ла-Шапель, де отримав нове хрещення та подарунки з награбованої франками здобичі. Він продовжував правити як васал франкського короля у західній частині Паннонії аж до Дунаю.

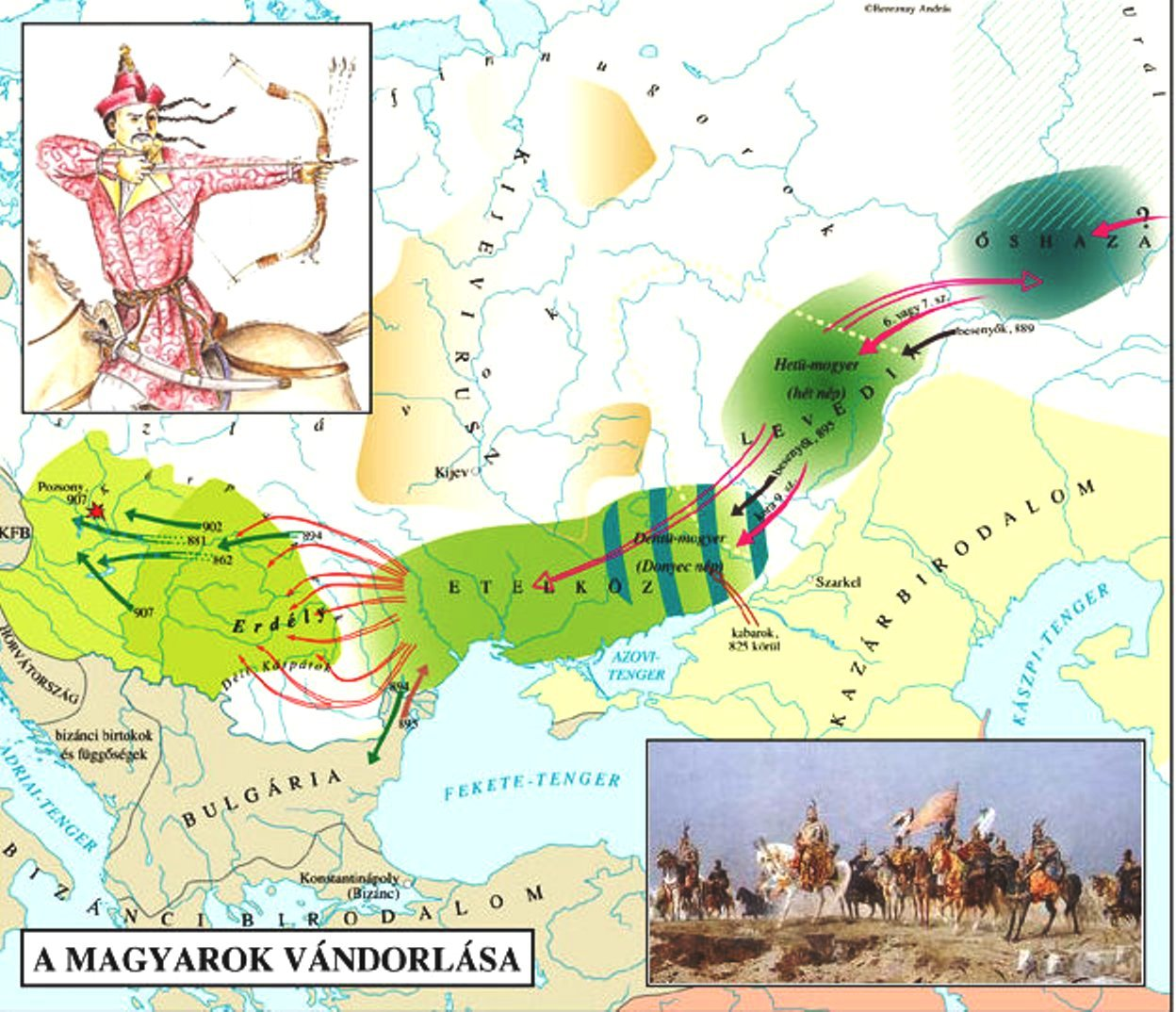
Окупація угорцями Паннонії

Захоплення здобичі Аварського кільця (п'ятнадцять возів з золототом) зіграло значну роль у могутності імперії Карла Великого і дозволило йому значно збільшити своє військо. Вважається, що ця здобич сприяла помітному економічному росту по всій імперії Каролінгів. Франки знищили всі аварські фортеці, пограбували їх, відправивши багато великої здобичі до Аахена, столиці Карла І, і продовжили окупацію західною Паннонією, створивши там Аварські марку. Застину награбованої здобичі Каролінги надіслали до сусідніх союзних правителів. 
799 року відбулось повстання аварів. Напавши на землю Фріулі був убитий граф Ерік. Префект Баварської марки Герольдом ІІ повів свої війська у Паннонію, щоб придушити аварів, але також був убитий. 
802 року почалось нове повстання, коли франкські графи Кадало і Гонтранд були вбиті в бою проти аварів. Для придушення аварів Карл І направив велике військо, франки спустошили Паннонію, захопивши багато полонени, знищивши аварську знать. 
Останні аварські повстанці проти влади Каролінгів зазнали поразки в 805 році. Того року кавхан Теодор, аварський каган, який прийняв християнство, поїхав до Аахена, щоб просити Карла І надати йому територію на захід від Раабу, щоб він міг поселити свій народ. Через декілька місяців інший аварський кавхан, який претендував на титул кагана, відправив послів до імператора з проханням підтвердити свою владу над усім аварським народом. Він також отримав обіцянку на це за умови хрещення, яке він і зробив, прийнявши ім’я Авраам. Останнім відомим каганом був Ісаак, що правив близько 835 року. Аварський каганат ще деякий час існувало під владою франків, але у підсумку розпалось під натиском франків, а також болгарських, хорватських, паннонських та інших слов'янських племен. Залишки аварів розчинились в угорській орді, що окупувала Паннонію в другій половині ІХ століття.